# 결합 조직
결합 조직(結合組織, 영어: connective tissue)은 세포가 만들어낸 섬유를 주로 가진 조직이다. 세포나 기관 사이 등에 있으며, 결합 작용을 한다.
세망 섬유는 훨씬 가느다란 다발로 그물 모양을 하고 있으며, 림프절·간·기타 내장에 널리 존재한다.
탄성 섬유의 강한 탄력은 엘라스틴이라는 물질이 존재하기 때문이다. 피하 조직, 굵은 동맥, 폐 등에 특히 발달해 있다. 근육 양끝의 힘줄은 교원 섬유가 특수하게 변한 것이다. 섬유의 배열은 그 장소에 작용하는 장력의 방향에 따라 결정된다. 분포는 드문드문하고 엷은 오블라트 같은 경우부터 조밀하고 두꺼운 경우까지 다양하다.
어느 정도 넓이를 가진 막상 구조가 있는 결합 조직을 근막이라 한다. 근이라는 이름이 붙어 있기는 하지만 근이 없는 부분에도 존재한다.
부분적으로 매우 두껍고 튼튼한 것은 인대라고 한다. 결합 조직 가운데는 여러 종류의 세포를 볼 수 있다.
섬유를 만들어내는 세포를 섬유 아(芽)세포라고 한다. 이물질을 식작용에 의해 처리하는 작용을 하는 조직구(球)는 섬유 아세포 또는 림프구가 변형해서 생긴 것이다. 지방 세포는 세포 내부에 지방 입자를 저장하게 되어 있는 것으로, 여러 세포가 모여 피하나 기관 사이에 존재하는데, 이것이 바로 지방이 된다.
결합 조직 중에는 미분화하여 증식 가능한 세포가 많이 있다. 이들 세포는 조건에 따라 섬유를 만드는 섬유 아세포, 연골을 만드는 연골 아세포, 골질을 만드는 골 아세포, 지방을 만드는 지방 세포나 그 밖에 여러 가지 작용을 하는 세포로 분화할 수 있다. 그리고 대부분은 주위 사정을 알면 원래의 미분화한 결합 조직 세포로 돌아갈 수 있다.
식작용을 하는 식세포로 분화하는 세망 세포는 특히 골수·비장·임파절 등에 집중해 있으며, 생체 방위 역할을 맡고 있다.
결합 조직에 들어 있는 조직액은 모세 혈관에서 혈액 속의 액체 성분이 스며나온 것으로, 넓은 의미에서 림프이다. 성상은 그 부분의 조건에 따라 다르지만 기본적으로는 혈장과 유사하다.

## 종류

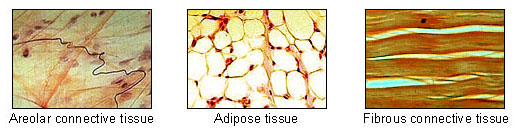
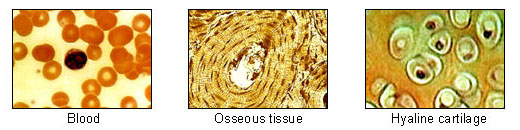

성긴 결합 조직, 치밀 결합 조직, 뼈, 연골, 지방 조직, 혈액 등으로 구분된다.

### 결합 조직 고유
성긴 결합 조직(그물 결합 조직과 지방 조직을 포함하여), 치밀 결합 조직(치밀 규칙 결합 조직과 치밀 불규칙 결합 조직으로 나뉨.)

### 특수 결합 조직
연골, 뼈, 피, 림프

## 섬유 종류
아교 섬유, 탄력 섬유, 그물 섬유
| 조직      | 목적                                           | 구성요소                        | 위치                                                                                          |
| --------- | ---------------------------------------------- | ------------------------------- | --------------------------------------------------------------------------------------------- |
| 아교 섬유 | Bind bones and other tissues to each other     | Alpha polypeptide chains        | tendon, ligament, skin, cornea, cartilage, bone, blood vessels, gut, and intervertebral disc. |
| 탄력 섬유 | Allow organs like arteries and lungs to recoil | Elastic microfibril and elastin | extracellular matrix                                                                          |
| 그물 섬유 | Form a scaffolding for other cells             | Type III collagen               | liver, bone marrow, and lymphatic organs                                                      |

## 같이 보기
- 조직 (tissue)
- 상피 조직 (epithelial tissue)
- 근육 조직 (muscular tissue)
- 신경 조직 (nervous tissue)
- I형 아교질